# Черви
Че́рви (лат. Vérmes) — сборная группа беспозвоночных, объединяющая низших двусторонне-симметричных животных с вытянутым телом.
Линней всех червей объединял в один тип животного царства, который включал всех беспозвоночных, за исключением большинства членистоногих. Был расформирован зоологами уже в конце XVIII века. В настоящее время является устаревшим.

## Современная классификация червей
Черви сгруппированы в подразделе Первичноротые. Червями (в привычном понимании этого слова) можно считать три крупных типа из этого подраздела:
- Круглые черви,
- Плоские черви,
- Кольчатые черви,
- Немертины[1],

…а также несколько небольших типов:
- Волосатики,
- Приапулиды,
- Сипункулиды,
- Гнатостомулиды,
- Скребни.

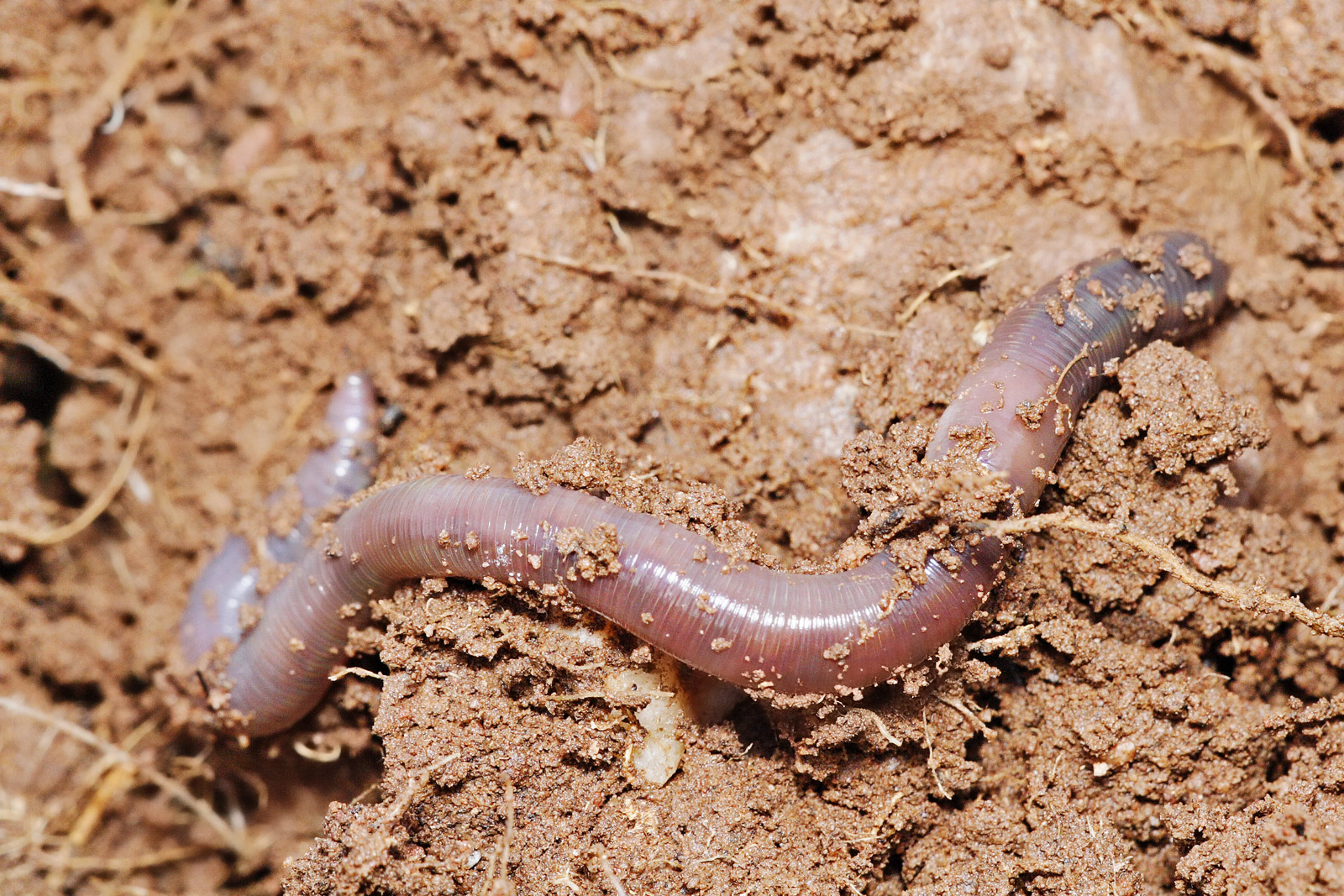
Дождевой червь
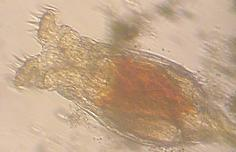
Habrotrocha rosa
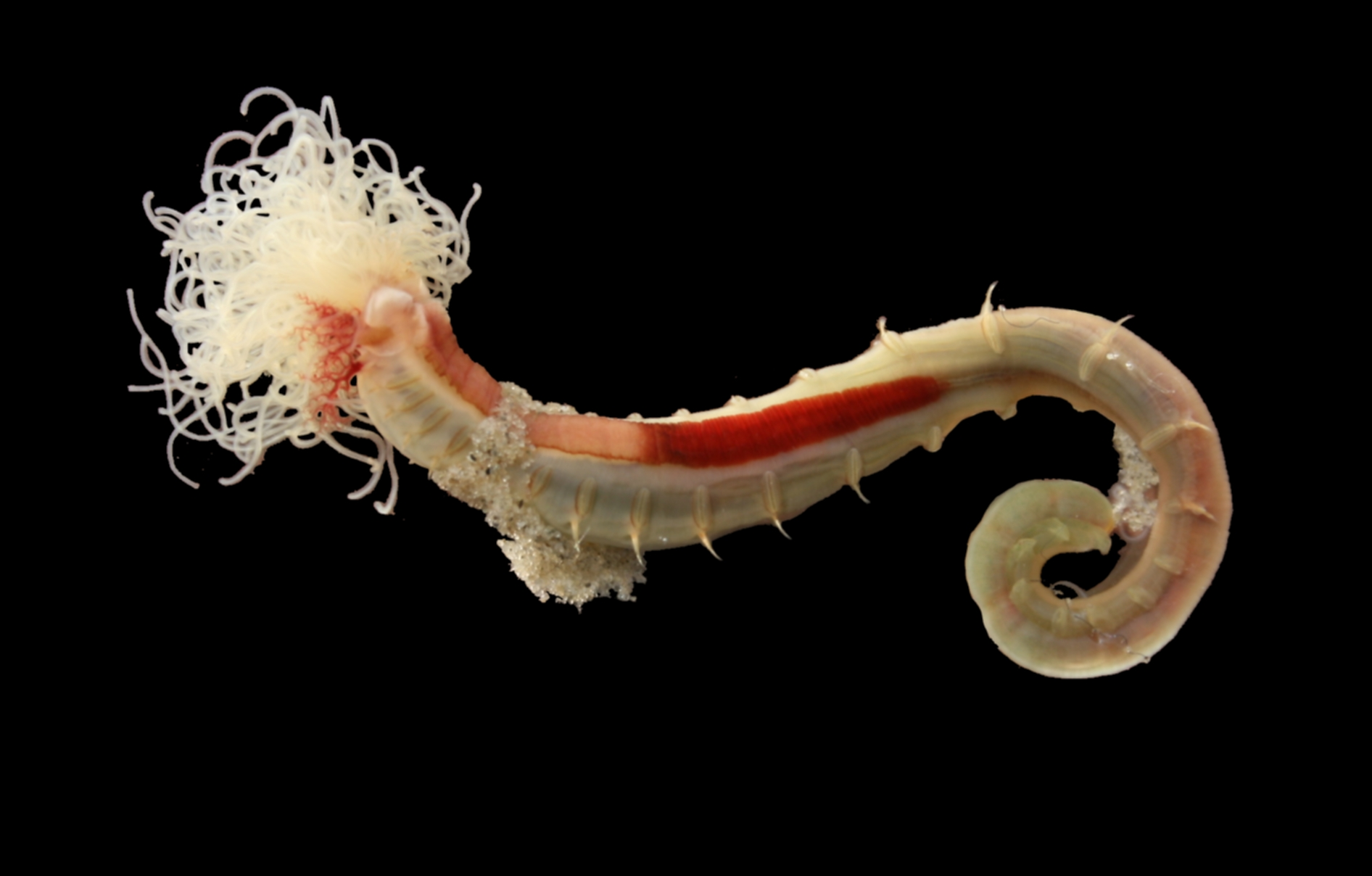
Lanice conchilega
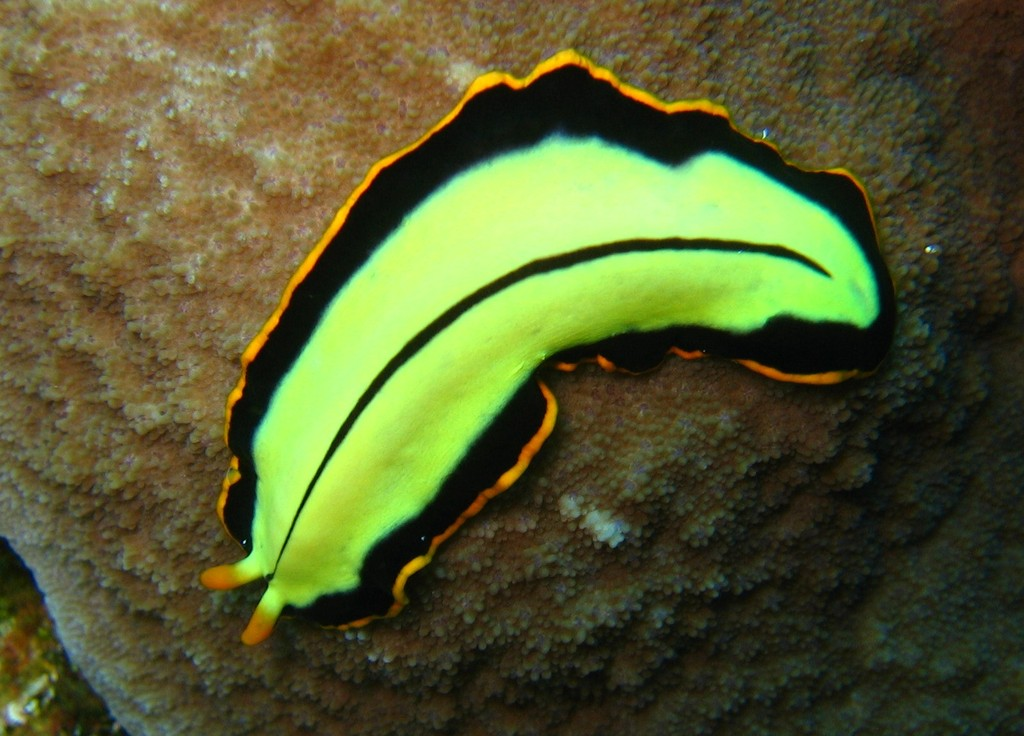
Pseudoceros dimidiatus
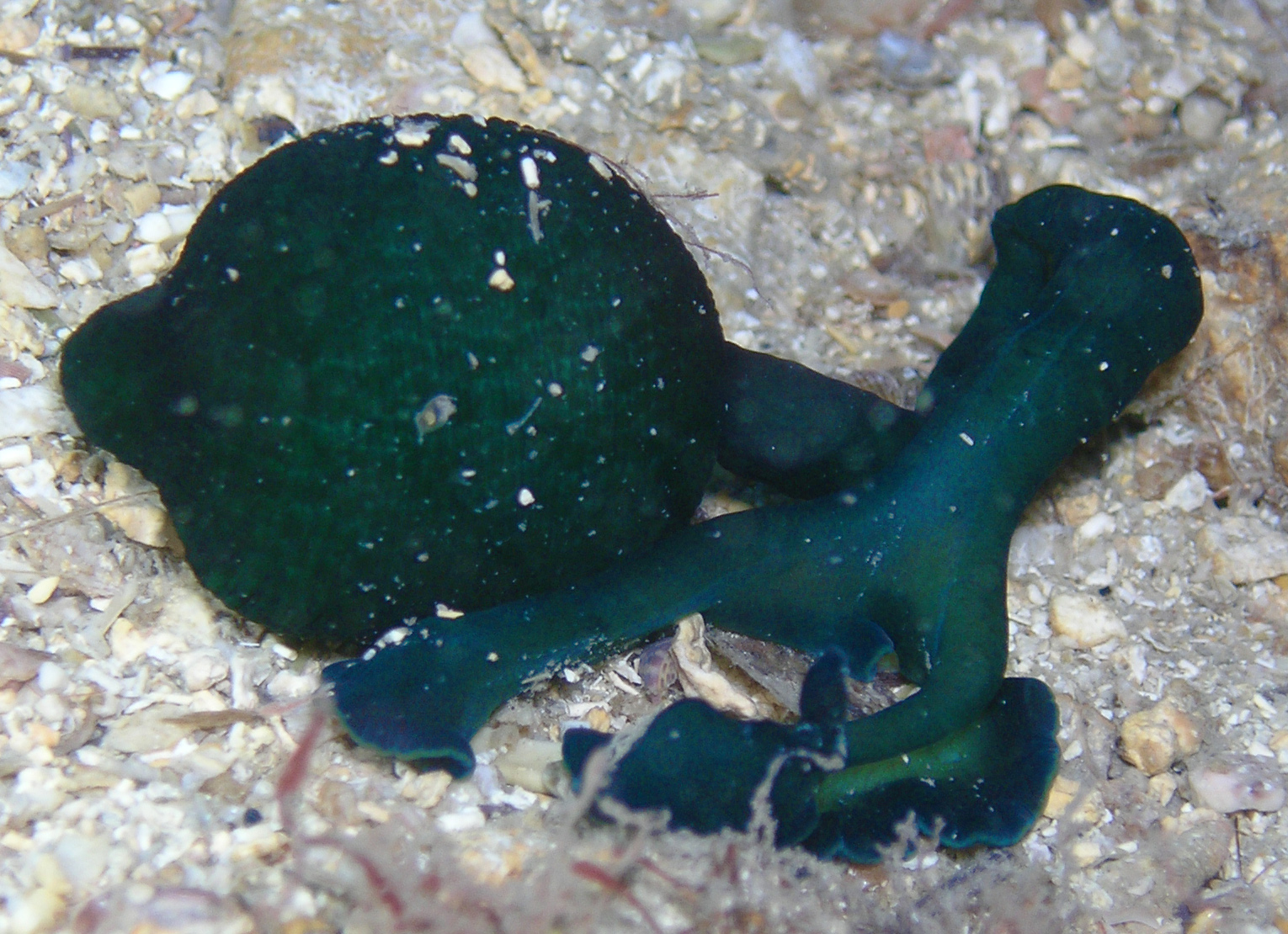
Bonellia viridis